# 논술
논술(論述, 문화어: 론술)은 어떤 주제에 대해 논리적으로 서술하는 것을 말한다. 이를 학생 선발 과정에 포함하여 고사 형태로 실시하는 것을 두고 논술 시험 또는 논술 고사라고 한다.

## 논술의 정의
논술한다는 것은, 자기의 주장이나 의견을 논리적으로 서술한다는 뜻이다. 요즘 대학에서 치러지고 있는 논술 고사의 문제는 그 내용이 범교과목적이며, 탈교과목적이다. 그리고 논술 고사에서는 수험생들의 비판력·창의력·표현력 등 고차적인 사고 능력을 측정할 것을 대원칙으로 삼고 있다. 다시 말해, 독서와 사색을 통해 형성된 비판력·논리력·사고력을 체계적으로 표현할 수 있는 능력을 측정·평가하는 시험이 논술이다.
논술 고사에서는 사고의 내용이 측정 대상이 아니라 사고의 과정이 주된 측정 대상이므로, 수험생이 지닌 세계관과 가치관은 평가의 대상이 아니다.
논술 고사에서는 수험생의 사고 능력을 측정하기 위해 단일 제목만을 제시하고 자유롭게 의견을 개진하도록 하는 초보적인 문제는 대체로 배제되는 경향이 있다. 즉, 일정한 자료를 제시하고 그 자료를 바탕으로 이해력과 비판력을 동원하여 답안을 제시하는 자료제시형이 주류를 이루고 있다.
자료를 제시하는 유형에는 두 가지가 있다. 하나는 일반적인 자료나 논설의 일부를 제시하고, 이를 바탕으로 타당한 결론을 이끌어 내게 하는 유형이다. 또 다른 하나는 자료를 해석하고 일정한 조건에 맞추어 자신의 견해를 논술하도록 하는데, 이 경우 제시된 조건을 벗어나서는 안 된다.
대학 입시에서 논술 과목이 채택된 지 벌써 몇 년이 지났다. 하지만 논술 고사를 실시하는 대학마다 논술 고사의 출제 수준과 범위가 천차만별이다.
다른 시험과는 달리 논술 고사의 특징은 어떤 대학에서 어떤 문제가 출제될지 모른다는 데 있다. 그러나 한 가지 분명한 것은 논술 고사가 수능 시험과 마찬가지로 사고력과 상상력을 측정하기 위한 것이라는 점이다.
논술의 핵심은 근거 있는 주장을 내세우는 것이다. 구체적으로 말해서 자신의 주장을 제시하고 그 주장에 대한 근거를 댈 수 있어야 한다. 이러한 주장과 근거의 관계가 논리이다. 이렇게 볼 때 논술은 논리적인 사고를 바탕으로 이루어진다고 할 수 있고, 그래서 모든 학문 활동의 기초라고 할 만하다.
논술을 글쓰기의 범주에서 보면 분명히 작문의 일종이다. 그러나 작문이 곧 논술이라고 말할 수는 없다. 왜냐 하면 논술은 감상을 적거나 사실을 단순히 기술하는 글쓰기와는 분명히 구별되는 논리적인 글쓰기이기 때문이다. 그래서 논술은 글쓰기에 초점을 맞추는 것이 아니라 논리성에 초점을 맞춘다.
하지만 논리적 사고 능력은 논술의 필요 조건일 뿐이다. 다시 말해 논리는 논술의 형식이다. 따라서 논리적 형식에 담길 내용이 있어야 한다. 풍부하고 참신하면서 독창적인 내용을 담기 위해서는 논술의 주제가 될 만한 것들에 관한 배경 지식을 쌓아야 한다. 그리고 이러한 배경 지식을 바탕으로 독창적인 대안을 마련할 수 있는 상상력을 갖추어야 한다.
상상력은 단순히 환상적인 생각이 아니다. 상상력은 일상 생활 속에서 부딪히는 여러 가지 문제를 헤쳐 나가는 힘이다. 상상력이 풍부할수록 다양한 해결책을 고안해 내고, 또 가장 적절한 해결책을 찾아낸다. 논술이란 주어진 과제에 대해 자신의 입장을 선택하여 나름대로 올바른 해결책을 제시하는 것이기 때문에, 풍부한 상상력은 논술에 있어서 반드시 필요한 힘이다.
상상력은 일차적으로 우리의 직접 경험에서 나온다. 그러나 우리의 직접 경험은 극히 제한적이다. 그래서 간접 경험이 필요하다. 간접 경험은 풍부한 독서를 통해 이루어진다. 따라서 논술 교육은 주의력 있는 직접 경험을 가능하게 할 뿐만 아니라, 독서를 통해 다양하고 풍부한 간접 경험을 쌓을 수 있게 한다.

## 접근 방법
논술의 접근 방법은 다음과 같다.

### 의견 세우기
논술문은 어떤 문제에 관해서 자기 나름대로의 의견이나 주장을 내세우는 글이다.
예를 들어, '여름철 학교급식 꼭 해야 하는가'라는 문제는 주장이나 의견 제시를 요구하고 있으므로, 이러한 물음에 대해 답하는 형식의 글을 쓴다면, 이는 글쓴이의 주장이나 의견을 밝히는 논술문이 된다. 논술문은 결국 논설문과 같은 것이므로 글을 쓰는 목적면에서 본다면 상대방을 설득하거나 확신시키기 위한 글이다.
일상생활에서 우리가 읽는 글들은 갖가지 책이나 신문기사·광고문안에 이르기까지 매우 다양하다. 그리고 그 글들은 나름의 목적을 지니고 있다. 독자에게 '무엇'을 '어떻게' 전달하고자 하는가에 따라 글의 성격이 달라진다.
그렇기 때문에 글을 쓰고자 하는 사람은 언제나 '무엇'을 '어떻게' 표현해야 하는가를 스스로 가늠해야 한다. 읽는 사람도 당연히 글의 종류에 따라 독서의 방법이 달라질 수밖에 없다.
논술은 이와 달리 '주장'을 논증적으로 개진하는 글이어야 한다. 그러나 주장을 담는 글은 많다. 논문, 신문의 사설·시평·해설기사, 그리고 심지어 광고문안에도 나름대로 주장하는 바가 있다. 물론 주장만 있다고 해서 논술이 되는 것은 아니지만, 주장이 없는 논술은 성립될 수 없다. 그렇기 때문에 주장을 담고 있는 글이라면 일단 그것은 논술의 기본요건을 갖춘 것이라 할 수 있다. 논술이라고 쓴 글에 주장이 분명하지 않다면 좋은 논술이 될 수 없다. 그런만큼 논술을 쓸 때는 일차적으로 무엇을 주장하는가를 글쓰는 사람 스스로 명확하게 인식하지 않으면 안 된다.
논증적인 글을 읽을 경우에도 마찬가지로 그 글의 주장을 명확히 파악하는 것이 중요하다. 여러 개의 주장이 섞여 있거나 문제 자체가 복잡해 모호한 경우도 있다. 그럼에도 이런 모호한 글에서 주장을 찾아내 정리할 줄 알아야 하는데, 이는 치밀하게 읽고 비판하는 훈련을 거치지 않고서는 해낼 수 없다. 좋은 논술을 쓰기 위해서는 다른 사람의 글을 치밀하게 비판적으로 분석하면서 독서하는 것이 무엇보다 필요하다.

### 생각 키우기

#### 연역법에 의한 생각 키우기
연역법은 일반적 법칙으로부터 구체적인 결론을 얻어내는 방법으로, 일종의 추리와 같다.
예를 들어 "나도 언젠가는 죽을 것이다. 사람이란 태어나면 결국은 죽게 마련이니까"라고 생각했다면 이는 연역법에 의한 추리로 볼 수 있다. 이러한 추리는 '모든 사람은 죽는다'라는 일반적 사실로부터 '나도 언젠가는 죽을 것이다'라는 구체적인 사례를 이끌어 내고 있기 때문이다.
1. 사람은 누구나 죽는다. (대전제－일반적인 사실)
2. 나는 사람이다. (소전제)
3. 나도 언젠가는 죽는다. (결론－구체적인 사례)

이미 보편적으로 인정된 생각에서 특수한 생각 하나를 얻어내는 방법을 우리는 연역법이라 하는데, 그 대표적인 것이 위의 삼단 논법이다. 이 방법을 쓰자면 보편적으로 인정된 생각이 있어야 하며, 그것은 귀납법에 의해 얻어진다.

#### 귀납법에 의한 생각 키우기
귀납법이란 구체적인 사례로부터 일반적인 결론을 이끌어 내는 방법이다. 많은 논술 문제가 '추상적 서술에 치우치지 말고 구체적 예를 제시할 것'을 요구하는데, 이 요구는 귀납의 방법으로 논증이라는 것이다. 귀납은 여러 가지 예에 호소하여 어떤 주장을 뒷받침하는 논증 방법이다. 구체적인 예는 다음과 같다.

최희준은 인기 가수였는데 인기가 시들었다.
남
진도 인기 가수였는데 인기가 시들었다.
김건모도 인기 가수이니까 인기가 시들 것이다.
귀납은 또한 확률에 호소할 수도 있다.
"평균적으로 운석에 맞아 죽는 사람은 20억 명 중에 하나꼴이다. 그러므로 내가 운석에 맞아서 죽는 일은 거의 발생하지 않을 것이다."
즉, 확률에 호소해서 '그럴 확률이 매우 낮다'는 식으로 추리하는 논증이다. 다음 논증도 확률에 호소하고 있다.
우리 나라 40대 남자 중에서 65퍼센트는 담배를 피운다.
저 남자는 우리 나라 40대 남자이므로 아마도 담배를 피울 것이다.

다음은 대중 매체가 현대인에게 미치는 영향을 묻는 물음에 대한 두 답안의 일부이다. 두 답안을 비교해 보자.

A：대중 매체는 정치적 기능도 수행한다. 대중 매체는 정부의 정책, 여러 정파의 정치적 견해, 국민의 여론을 보도함으로써 민주 정치 질서를 유지하는 데 한몫하고 있다. 그러나 대중 매체는 정부의 정책을 일방적으로 홍보하고 특정 정파의 정치적 견해만 대변함으로써 민주 정치 질서를 왜곡할 수 있다.
B：또 대중 매체는 특정 정치 집단의 이익을 위해 그릇된 정보를 대중에게 흘려 민주 정치 질서를 파괴할 수 있다. 예를 들어 1980년 5월, 신문·텔레비전 등은 광주 민주화 운동을 정부의 그릇된 발표대로만 보도함으로써 사회 정의 실현에 역행한 적이 있다.
A와 B의 결정적 차이는 무엇일까？ A에는 대중 매체의 부정적 영향을 뒷받침하는 구체적 예가 없지만 B에는 예가 있다. B가 A보다 더 높은 점수를 받는 것은 당연하다. 예를 드는 것은 어떤 주장을 뒷받침하는 근거를 제시하는 데 아주 좋은 방법이다.

#### 새로운 사고
옛날 어느 마을에 높고 험한 고개가 하나 있었다. 그런데 누구든지 그 언덕에서 넘어져 구르면 3년 안에 죽는다는 말이 있었다. 하루는 마을의 한 노인이 밤중에 언덕을 넘다가 그만 넘어져 구르고 말았다. 다음날 노인은 자기는 3년 안에 죽는다며 엉엉 울면서 마을을 돌아다녔다. 그 마을에는 지혜로운 한 소년이 있었는데, 그 노인에게 한 번 구르면 3년을 사니까 열 번 구르면 30년을 살지 않겠느냐고 얘기했다. 그러자 노인은 크게 기뻐하며 고개에 올라가 열 번, 스무 번 계속 굴렀다.
고통스러워하던 마을 노인은 소년의 지혜로 오히려 더 큰 기쁨을 얻게 되었다. 새로운 한 생각을 보탠다는 것은 이렇게 값진 일이다. 깊은 생각을 할 수 있으면 풍요로운 인생을 지킬 수 있다. 논술은 바로 이렇게 생각을 바꾸어 사고 영역을 확대해 나가는 것이다.

### 쟁점 찾기
주위의 사람들을 관심있게 살펴보면 누구나 좋은 점만 있거나 나쁘기만 한 것이 아니라 한 사람에게 좋은 점과 나쁜 점이 함께 있다는 것을 알 수 있다. 즉 누구나 두 개 이상의 얼굴을 가지고 있다. 마찬가지로 어떤 일이든 좋은 점과 나쁜 점이 있다.
주변에서 벌어지고 있는 사건이나 사실에 대해 긍정적인 면과 부정적인 면을 찾아보자. 이렇게 두 가지 관점에서 파악하다 보면 논쟁에 대한 의견·주장이 서게 되고 보다 합리적인 새로운 관점도 생겨난다.
논술이 '주장을 논증적으로 개진하는 글쓰기'라면 제일 먼저 해야 할 일은 문제의 쟁점을 정확하게 파악하는 일이다. 쟁점이 없는 논제에 대해 주장을 개진한다는 것은 불가능한 일이기 때문이다. 좋은 논술의 작성은 먼저, 어떤 쟁점에 대한 글인가를 확정하고, 그 다음에 무엇을 주장할 것인가를 결정하는 일에서 시작된다. 이 점에 대비하여 글읽기에서 쟁점을 정확히 파악하는 훈련을 해야 한다. 쟁점은 글 앞머리에 질문의 형태로 제기될 수도 있고, 또 감춰진 경우도 있다. 어떤 쟁점을 다루는 글인가를 파악하지 않고서는 그 글을 이해할 수 없다. 어떤 주장을 개진하는가를 파악하는 것은 그 다음의 문제다.

### 논점 찾기와 의견 제시
논점 찾기는 예리한 판단력을 기본으로 한다. 여러 가지 서로 다른 사항에서 공통 논점을 찾아내기 위해서는 정확한 글읽기를 필요로 한다. 예문을 소화한 다음에는 핵심 사항을 추출하고 그것들의 연결점을 찾아내어야 한다. 그리고 논점을 찾아낸 다음에는 그에 대한 의견을 제시해야 한다.
"이번에 개각이 있습니까？"
"개각은 대통령의 고유 권한이기 때문에 저로서는 말할 수 없습니다."
몇 년 전 기자와 여당 책임자 사이에 주고받은 대화의 내용이다. 이 대화에서 기자가 물은 것은 개각 단행 여부이지 개각이 누구의 권한인가에 대한 것이 아니었다. 이처럼 논점을 회피하는 대화는 일상적인 대화에서도 자주 사용된다. 그러나 논술에서 이런 식으로 논점을 벗어난 주장을 한다면 그 답안은 낮은 점수를 면할 수 없다.
94학년도 서울대 논술시험에 '자본주의의 근본적 모순에 대해 설명하라'는 논제가 출제된 적이 있다. 채점 교수에 따르면 상당히 많은 학생들이 자본주의의 모순을 설명하기보다는 사회주의의 모순을 지적했다고 한다.
프랑스 바칼로레아에서 출제된 '사회에서 폭력이 과연 정당화될 수 있는가'라는 논제를 예로 들어 보자. 이 경우에도 폭력의 잔인성만을 지적했다면 논점을 벗어난 답안이 된다. 논제가 요구하고 있는 것은 폭력이 사회적으로 정당화될 수 있는지, 있다면 근거가 무엇인지를 밝히는 것이다. 또 정당화될 수 없다면 어떤 근거에서 그러한가를 설명해야 한다.
양시(兩是)·양비(兩非)론도 논점을 벗어나는 대표적인 경우다. 논술은 명백한 결론, 주장을 요구하지 듣기 좋은 답을 요구하는 것이 아니다. 고등학교 교과서에 많이 언급되는 주제 중 '자유와 평등'을 예로 들어 보자. 이 주제로부터 '자유와 평등 중에 어떤 요소가 사회적 원칙이 되어야 하는가'라는 논제가 출제될 수 있다.
이 논제의 결론으로는 당연히 자유와 평등 중에 하나를 결론으로 제시해야 한다. 그 근거가 충분해야 하는 것은 물론이다. 그러나 이에 대해 어떤 단정적인 결론을 내리기 어려운 학생들은 위험을 최소화하기 위해 모호하게 얼버무리는 경우가 있을 수 있다.
"자유와 평등이 조화를 이루어야 한다", 혹은 "자유와 평등이 조화를 이루도록 노력해야 한다"는 식의 대답이 대표적인 경우다. 그러나 이 논제는 '양자가 조화되도록 노력해야 하느냐 마느냐'에 관한 것이 아니기 때문에 이러한 답은 논점을 벗어난 것이 된다.
글을 쓸 때는 논점을 벗어나지 않기 위해 어떤 결론으로 끝맺음을 할 것인가를 항상 염두에 두어야 한다.
우리는 신문지상을 통해 정치적·사회적 쟁점에 대해 서로 의견을 달리해 사회적으로 문제가 되는 경우를 흔히 볼 수 있다. 그러나 대부분 자신의 주장을 설득력 있는 논리적 근거를 통해 정당화하는 데는 약하다. 주장의 논리적 정당성을 꼼꼼히 따져보는 훈련이 되어 있지 않았기 때문이다.
이러한 태도로는 절대 좋은 논술을 작성할 수 없다. 논술의 요체는 어떤 주장을 선택하는 것에 있는 것이 아니라 어떤 이유로 '왜' 그 주장이 정당한가를 보여주는 것이다. '근거 없는 주장'은 논술로서 아무런 가치가 없다. 주어진 쟁점에 대해 어떤 주장을 선택했는지 여부가 아니라 그것을 어떻게 설득력 있게 정당화하느냐에 따라 점수 편차가 날 수밖에 없다.
요컨대 논술은 주어진 쟁점을 얼마나 정확하게 파악하는가, 그리고 얼마나 설득력 있는 정당한 논리적 근거를 갖고 쟁점에 정확한 주장을 전개하는가를 측정하는 시험 형식이다. 따라서 논술을 작성하기에 앞서 다음과 같은 세 가지 점, 즉 쟁점이 무엇인가, 어떤 주장을 택할 것인가, 그 주장을 어떻게 정당화할 것인가를 반드시 점검해 보아야 한다.
명탐정 셜록 홈스의 추리소설을 보면 어떤 사건의 단서에서 범인을 추리하는 과정이 매우 흥미롭게 전개된다. 추리소설의 백미는 왜 꼭 특정의 인물이 범인일 수밖에 없는 이유와 근거를 밝히는 데 있다. 논술의 관건은 어떤 주장을 제시하느냐에 있는 것이 아니다. 주장(혹은 결론)을 뒷받침하는 근거(혹은 전제)가 얼마나 설득력 있게 제시되는가가 논술의 점수를 판가름하는 요소다. 예는 다음과 같다.
예1) 탤런트 김희선은 여자다. 그는 김(金)모씨의 딸이기 때문이다.
예2) 탤런트 김희선은 여자다. 그는 드라마에서 미혼여성의 역할을 주로 맡기 때문이다.
예1)의 경우 '탤런트 김희선이 여자'라는 주장은 '김모씨의 딸이다'는 근거로 충분히 정당화될 수 있다. 탤런트 김희선이 김모씨의 딸인 한, 다른 여지가 없기 때문에 여자라는 것은 논리적으로 타당하다. 그러나 예2)에서처럼 미혼여성의 역할을 주로 맡는다는 이유로 탤런트 김희선이 여자라고 주장하는 것은 충분하지 않다.
왜냐 하면 남자이면서도 드라마에서 여성의 역을 할 수 있으며, 논리적으로 볼 때 여장을 한 남성일 수도 있는 가능성을 배제할 수 없기 때문이다.
어떤 주장에 대해 그 근거를 제시하는 과정을 논증이라 한다면, 논증의 타당성 여부는 어떻게 판단할 수 있는가. 그것은 한마디로 '반례가 불가능하다'는 것을 의미한다. 예2)의 경우처럼 탤런트 김희선이 드라마에서 미혼여성의 역을 주로 맡는다 하더라도 그가 여자가 아닐 가능성이 있다면 그것은 타당한 논증이 아니다. 그러나 논술에서는 논리학에서와 같은 엄격한 타당성을 요구하는 것은 아니다. 단 논리적 일관성을 유지하는 데 유념할 필요가 있다.
논술은 위의 예처럼 단순한 문장으로 돼 있는 것이 아니라 대부분 긴 글이다. 보통 2백자 원고지 6장(1,200자) 분량의 긴 논술을 작성할 경우 자칫하면 논리적 일관성을 잃고 자신의 주장에 충분한 근거를 제시하지 못하는 것은 물론, 심지어는 그 주장을 부정하는 경우도 있다.
따라서 논술을 작성하기 전에 자신의 주장에 대해 어떤 근거를 내세울 것인가를 정리해 보는 것은 물론, 그 근거가 얼마나 논리적으로 타당한지 점검해 보는 훈련이 필요하다.
논술은 논리학 시험이 아니라 종합적 지식을 묻는 시험이기 때문에 그와 같은 논리학의 규칙을 지켜야 할 필요는 없다. 그러나 다시 한 번 강조하면 논술의 요체는 어떤 주장을 하느냐에 있는 것이 아니라, 그 주장에 얼마나 설득력 있게 근거를 제시하느냐에 있기 때문에 설득력 있는 근거를 제시하기 위해서는 논리적 일관성을 유지하는 일이 필요하다.
한 가지 예를 들어 보자. 최근 몇몇 의학자들이 국내에 반인륜적 흉악범죄가 증가하자 이를 유전적 요인에서 설명하려는 '생물학적 결정론'을 주장한 바 있다. 이로부터 '인간의 사회적 범죄를 유전인자로부터 설명하는 것이 가능한가'라는 논제를 추출해 볼 수 있다. 이에 대해 '가능하다'고 주장할 경우 유전적 요인과 범죄 사이의 인과관계를 분명히 밝혀야 한다. 그러나 범죄가 유전적 요인이 아니라 사회문화적 요인에 따라 발생되는 것이라는 반론에 제대로 대응하지 못한다면 정당하다는 주장은 설득력이 없게 된다.
요컨대 논쟁 과정에서 항상 상대의 논리적 약점을 파고드는 것은 피할 수 없는 일이고, 자신의 주장을 설득력 있게 하기 위해 상대의 비판을 효과적으로 방어해 내야 한다. 그렇기 때문에 어떤 주장을 펼 때는 상대방이 어떻게 나의 논리적 약점을 공격할 것인가를 염두에 두고 그것에 적극적으로 대응할 필요가 있다.
논술도 마찬가지다. 주장에 대해 근거를 제시할 때 상대가 지적할 만한 논리적 오류가 없는지 염두에 둔다면 보다 설득력 있는 논술을 작성할 수 있다. 글을 쓸 때 우리가 흔히 범할 수 있는 오류들은 대부분의 논리학 교과서의 '오류론'이라는 장(章)에서 소개하고 있다. 몇몇의 특수한 사례를 일반화해 보편적 결론을 내리는 '조급한 일반화의 오류', 어떤 보편적 규칙을 특수한 사례에 기계적으로 적용할 때 범하는 '직접 우연의 오류' 등이 부분적으로 고등학교 교과서에도 소개되고 있다. 그 내용을 알아두는 것도 글을 쓸 때 보다 논리적 일관성을 갖는 데 도움이 될 것이다.

### 주제 정하기
논술 고사는 기본적으로 피시험자가 특정 사실을 아느냐 모르느냐를 따지는 데 목적이 있는 것이 아니라 알고 있는 지식을 얼마나 적절하게 활용할 수 있는가를 측정하는 데 있다. 따라서 주제가 무엇인지를 미리 아는 일이 중요한 것이 아니라 주제를 얼마나 깊이 있게 소화하여 문제의 요구에 충실하게 부응하느냐 하는 것이 중요하다.
그런데 단편적이고 산발적인 지식은 주제를 자신의 것으로 소화시키는 데 별 도움이 되지 않는다. 알고 있는 지식을 문제의 요구 수준에 맞게 적용하기 위해서는 광범위한 독서를 통해서 다양한 주제를 익혀 두는 것이 좋다. 따라서 출제될 만한 주제만을 따로 뽑아서 학습하는 것보다는 다양한 주제를 다루어 보는 것이 논술 고사에 효과적으로 대비할 수 있는 길이다.
이때 어떤 주제에 대한 배경 지식을 습득하는 것만으로는 부족하다. 문제는 항상 배경 지식을 활용해서 출제자가 원하는 방향으로 논의를 진행시키도록 요구하기 때문이다. 따라서 출제자의 문제 의식을 수용할 수 있는 방향으로 학습해야 한다.

## 논술 작성의 기본 과정
논술은 일정한 체계와 논증이 요구된다. 그리고 이러한 논증을 하기 위해서는 현실적으로 접근하고 이해하려는 문제의식이 필요하다. 그것을 단계별로 정리하면 다음과 같다.
1. 문제의 핵심 파악
2. 현실적으로 생각하기
3. 통념을 깨뜨리고 뒤집어 생각하기
4. 비교와 대조를 통한 연관지어 생각하기
5. 같은 말의 반복과 당위적 진술을 피한 독창적 사고
6. 새로운 지식을 활용하여 폭넓게 생각하기
7. 논리적·체계적으로 진술하기
8. 균형있게 진술하기
9. 양시론·양비론을 고려하여 논쟁적으로 진술하기

위의 9가지 방법의 구체적인 작성 과정은 다음과 같이 여섯 단계이다.
독해 단계
제시된 자료와 논지 전개의 조건을 이해하고 파악하는 것이 무엇보다 중요하다. 이 과정에서는 자료를 피상적으로 읽지 않고, 한 편의 시를 읽는다는 기분으로 글자 하나하나까지도 꼼꼼히 생각하며 읽으면서 출제자의 의도를 파악해야 한다.
논리적·비판적 사고 단계
자료를 충분히 이해하여 출제자의 의도를 파악했으면, 주어진 조건에 맞춰 자신의 주장을 전개시킬 방안을 강구해야 한다. 이 과정에서는 폭넓은 독서와 사색을 통해 형성된 사고 능력이 요구되지만, 지금 단계에서 갑자기 그 능력을 배양할 수는 없다. 따라서 지금까지 축적된 자신의 능력을 최대한 효과적으로 발휘해야 할 것이다. 그러기 위해서는 지나친 자신감도 금물이지만 지나치게 문제를 어렵게 대하는 태도도 버려야 한다.
주제문 작성 단계
논리적·비판적 사고를 통해 정립된 자신의 주장을 우선 한 문장으로 써 놓는다. 짧은 시간에 필요한 분량을 채우기 위해서는 주제를 빨리 설정하고 논리 전개를 구상해야 하기 때문이다. 그렇지 않고 답안을 작성하다가 주제를 바꾸려고 하면, 그때는 이미 시간이 부족해서 자신의 주장을 제대로 전달할 수 없다. 아무 제약 없이 작성되는 수필과 같은 글은 주제를 설정하는 방식이 따로 정해져 있다. 예를 들어, 자신이 관심을 가진 주제, 자신이 분명히 알고 있는 주제, 주어진 분량에 맞는 주제, 독자에게 흥미를 제공할 수 있는 주제가 바로 그것이다. 그러나 논술 시험에서는 이미 주제의 방향이 제한되어 있으므로, 일반적인 주제 설정 방식은 단지 참고 사항일 뿐이다. 설사 그 주제가 비도덕적이라 할지라도 스스로 논거를 들어 자신있게 증명할 수 있다면 그것을 주제로 선택하는 것이 좋다. 수험생의 인생관이나 가치관은 평가의 대상이 아니기 때문이다. 그렇지 않고 도덕적으로 올바른 것만을 주제로 설정하려 하면, 자칫 구체적으로 입증하지 못해 공허한 주장에 그칠 위험이 있다.
글의 구상과 개요 작성 단계
주제문을 작성하고 나면 논술하고자 하는 내용의 대체적인 설계도를 짜야 한다. 답안 작성에 필요한 자료를 생각해 내어 그것들을 적절하게 배치하여 줄거리를 짜는 것을 '구상(또는 구성)'이라고 하며, 그렇게 해서 짜 놓은 줄거리를 '개요'라고 한다. 구상을 할 때는 다음 사항에 유의해야 한다. 첫째, 글이 전체적으로 통일성과 일관성을 갖도록 한다. 통일성이란 글의 내용이 쓰고자 하는 주제에서 벗어나지 않도록 하는 것이며, 일관성은 처음에 쓰고자 했던 것을 도중에 바꾸지 않는 것이다. 둘째, 짜임새 있는 글이 되도록 한다. 짜임새 있는 구성을 위해 흔히 글의 전체적인 내용을 '서론－본론－결론'의 3단계, 또는 '서론－전개－발전(전환)－결론'의 4단계로 짠다. 3단 구성은 논술문의 가장 기본적인 형식으로서 주제에 의해 글 전체를 긴밀하게 통제할 수 있어서 가장 많이 사용된다. 4단 구성은 3단 구성의 본론을 '전개'와 '발전(전환)'으로 나눈 것인데, 본론에서 논지를 바꾸는 전환점을 마련하여, 필자의 주장에 상반되는 의견까지 충분히 검토하는 방법이다.
쓰기 단계
개요 작성이 끝나면 실제로 글을 써 나가게 된다. 이 과정은 지금까지 생각한 내용들을 언어로 바꾸어 나가는 과정이다. 여기서 유의해야 할 점은 가급적 알기 쉽게 표현해야 한다는 점이다. 이를 위해서는 정확한 어휘를 선택하고 간결한 문장을 사용하는 것도 중요하지만 쓸데없는 말을 넣어 글을 산만하게 하지 말아야 한다.
퇴고 단계
글을 다 쓴 뒤에는 반드시 퇴고해서 잘못된 것을 바로잡아야 한다. 퇴고는 큰 것에서 작은 것 순서로 해 나가되, 다음 순서를 지키면 좋다. 첫째, 글 전체를 검토한다. 주제가 정확하게 제시되었는가, 주제로 나아가는 각 단계는 제대로 지켜졌는가를 검토한다. 둘째, 단락을 검토한다. 각 단락은 중요도에 비례하여 분량을 차지하였는가, 통일성·일관성·완결성·강조성이 지켜졌는가. 셋째, 문장을 검토한다. 주절과 종속절의 관계는 적절한가, 문장 성분은 잘 호응하는가, 조사·어미·시제는 정확하게 사용되었는가. 넷째, 단어를 검토한다. 단어는 전달하려는 내용을 정확하고 적절하게 표현하는가, 현학적이거나 상투적인 어휘가 사용되지 않았는가. 다섯째, 읽어 보며 검토한다. 글 전체를 묵독하면서 호흡에 지장이 없는지, 잘못 읽힐 부분이 없는지를 살핀다. 여섯째, 다시 한 번 최종적으로 검토한다. 문장 부호와 기호를 신경써서 살핀다.

## 논술 시험
논술 시험은 수험자의 능력을 평가하는 시험의 형태로 주어진 주제에 대해 글쓴이의 의견을 논리적으로 서술하는 방식이며, 주관식 시험의 대표적인 방식이다. 주로 인문/사회과학 과목에서 많이 사용되며 이학·공학 계열에서도 종종 쓰인다.

### 대한민국의 논술 시험

#### 대입 논술 시험
가장 대표적인 한국의 논술 시험으로는 대학 입시 과정에서 시행되는 논술시험이 있다. 대학마다 실시하는 논술시험은 당락을 좌우할 정도로 중요한 위치를 차지한다. 주로 주어진 지문을 읽고 이해한 다음 문제가 요구하는 논제에 대한 서술을 한다.

#### 역사
고려시대 과거 시험이 최초의 논술 시험이라고 볼 수 있다.

#### 논술 시험의 구분
논술은 크게 표현 방식과 주제 선정에 따라 각각 두 가지로 나눌 수 있다. 표현 방식에 따라 구분한다면 말로 하는 구술 면접식 논술과 글로 하는 서술식 논술 두가지 형식이 있는데 이 중에 글로 표현하는 것이 대다수를 차지하나, 소위 인서울 대학이라고 불리는 서울권 상위 대학의 경우는 서술식 논술과 구술면접식 논술 두 형식을 모두 실시하는 경우가 많다. 주제에 따라서는 대한민국 고등학교 체제의 학과 분류 방식에 따라 인문계 논술과 자연계 논술로 나뉘며, 인문계 논술은 주로 철학, 인문 및 시사 등의 주로 사회적인 주제를 다루는 반면, 자연계 논술은 다분히 과학 및 수학적인 주제에 치우쳐져 있다.

#### 논술 시험의 형식
보통 주어진 제시문이나 글을 읽고 제한시간 내에 원고지에 써서 제출하는 형식으로 진행된다. 분량 제한은 수백 자에서 수천 자까지 다양하며 보통 10시간을 넘지 않는다.

#### 문제점
논술 시험은 워낙 까다롭다 보니, 사교육의 의존도가 높다는 지적이 있다.

### 미국의 논술시험
미국의 중·고등학교에서 논술시험이 종종 있으며 대입 수능시험인 SAT의 경우 20분간 작성하는 논술시험이 있다. 대학원 시험인 GRE와 GMAT에도 논술영역이 있으며 GMAT의 논술문제는 컴퓨터가 채점을 일부 담당한다.

#### 준비방법
일반적으로 많은 독서를 통해 배경 지식을 쌓고 문장을 많이 접하며 글을 많이 써보고 첨삭지도를 통해 문장력을 향상시키는 것이 도움이 된다고 알려져 있다.

#### 장단점
단순 지식이 아닌 통합적인 사고력과 표현력을 측정하기 유리한 장점이 있다. 그러나 평가에 시간과 비용이 많이 걸린다는 단점이 있다.

## 같이 보기
- 대학수학능력시험
- 대한민국의 고등학교 교과목
- 대한민국의 대학 입시 제도